# Daweloor
Daweloor (Indonesisch: Pulau Daweloor) is een Indonesisch eiland in de Molukken, onderdeel van de Babareilanden, gelegen in de Bandazee. Het eiland behoort tot de provincie Maluku.
Daweloor ligt ten oosten van het hoofdeiland Babar. Nederzettingen op het eiland zijn Watuwai, Uwer, Lakrima en Nurnjaman.